# Elezioni comunali nelle Marche del 2016
Le elezioni comunali nelle Marche del 2016 si sono tenute il 5 giugno (con ballottaggio il 19 giugno).

## Riepilogo sindaci eletti
Coalizione di centro-sinistra
     Coalizione di centro-destra
     Lista civica di centro
     Movimento 5 Stelle
| Provincia     | Comune                   | Popolazione legale (censimento 2011) | Sindaco uscente | Sindaco uscente       | Sindaco eletto | Sindaco eletto         | Primo turno | Primo turno | Secondo turno | Secondo turno | Seggi   |
| Provincia     | Comune                   | Popolazione legale (censimento 2011) | Sindaco uscente | Sindaco uscente       | Sindaco eletto | Sindaco eletto         | Voti        | %           | Voti          | %             | Seggi   |
| ------------- | ------------------------ | ------------------------------------ | --------------- | --------------------- | -------------- | ---------------------- | ----------- | ----------- | ------------- | ------------- | ------- |
| Ancona        | Castelfidardo            | 18 601                               |                 | Mirco Soprani (Ind.)  |                | Roberto Ascani (M5S)   | 2 228       | 25,94       | 4 319         | 57,46         | 10 / 16 |
| Ascoli Piceno | San Benedetto del Tronto | 47 122                               |                 | Giovanni Gaspari (PD) |                | Pasqualino Piunti (FI) | 7 330       | 30,43       | 10 709        | 55,37         | 15 / 24 |

## Ancona

### Castelfidardo
| Candidati                     | Candidati                 | II turno             | II turno         | I turno | I turno | Liste                                  | Voti  | %     | Seggi |
| Candidati                     | Candidati                 | Voti                 | %                | Voti    | %       | Liste                                  | Voti  | %     | Seggi |
| ----------------------------- | ------------------------- | -------------------- | ---------------- | ------- | ------- | -------------------------------------- | ----- | ----- | ----- |
|                               | Roberto Ascani ✔️ Sindaco | 4 319                | 57,46            | 2 228   | 25,94   | Movimento 5 Stelle                     | 2 113 | 26,03 | 10    |
|                               | Henry Adamo               | 3 197                | 42,54            | 2 496   | 29,06   | Solidarietà Popolare per Castelfidardo | 2 394 | 29,50 | 2     |
| Seggio di coalizione          | Seggio di coalizione      | Seggio di coalizione | 42,54            | 2 496   | 29,06   | 1                                      |       |       |       |
|                               | Lara Piatanesi            | Lara Piatanesi       | Lara Piatanesi   | 1 848   | 21,52   | Partito Democratico                    | 1 269 | 15,64 | 1     |
| Bene in Comune                | Lara Piatanesi            | Lara Piatanesi       | Lara Piatanesi   | 1 848   | 21,52   | 499                                    | 6,15  | –     |       |
| Seggio di coalizione          | Seggio di coalizione      | Seggio di coalizione | Lara Piatanesi   | 1 848   | 21,52   | 1                                      |       |       |       |
| Totale liste                  | Lara Piatanesi            | Lara Piatanesi       | Lara Piatanesi   | 1 848   | 21,52   | 1 768                                  | 21,78 | 1     |       |
|                               | Lorenzo Catraro           | Lorenzo Catraro      | Lorenzo Catraro  | 1 466   | 17,07   | Uniti per Castelfidardo                | 810   | 9,98  | –     |
| Cittadini Attivi              | Lorenzo Catraro           | Lorenzo Catraro      | Lorenzo Catraro  | 1 466   | 17,07   | 513                                    | 6,32  | –     |       |
| Seggio di coalizione          | Seggio di coalizione      | Seggio di coalizione | Lorenzo Catraro  | 1 466   | 17,07   | 1                                      |       |       |       |
| Totale liste                  | Lorenzo Catraro           | Lorenzo Catraro      | Lorenzo Catraro  | 1 466   | 17,07   | 1 323                                  | 16,30 | –     |       |
|                               | Simone Preziuso           | Simone Preziuso      | Simone Preziuso  | 306     | 3,56    | X Castelfidardo                        | 290   | 3,57  | –     |
|                               | Amorino Carestia          | Amorino Carestia     | Amorino Carestia | 244     | 2,84    | Sinistra Unita                         | 228   | 2,81  | –     |
| Totale                        | Totale                    | 7 516                | 100              | 8 588   | 100     |                                        | 8 116 | 100   | 16    |
|                               |                           |                      |                  |         |         |                                        |       |       |       |
| Schede bianche                | Schede bianche            | 74                   | 0,96             | 78      | 0,88    |                                        |       |       |       |
| Schede nulle                  | Schede nulle              | 118                  | 1,53             | 194     | 2,19    |                                        |       |       |       |
| Votanti                       | Votanti                   | 7 708                | 49,53            | 8 860   | 56,93   |                                        |       |       |       |
| Elettori                      | Elettori                  | 15 562               |                  | 15 562  |         |                                        |       |       |       |
|                               |                           |                      |                  |         |         |                                        |       |       |       |
| Fonte: Ministero dell'interno |                           |                      |                  |         |         |                                        |       |       |       |

## Ascoli Piceno

### San Benedetto del Tronto
| Candidati                              | Candidati                    | II turno              | II turno              | I turno | I turno | Liste                | Voti   | %     | Seggi |
| Candidati                              | Candidati                    | Voti                  | %                     | Voti    | %       | Liste                | Voti   | %     | Seggi |
| -------------------------------------- | ---------------------------- | --------------------- | --------------------- | ------- | ------- | -------------------- | ------ | ----- | ----- |
|                                        | Pasqualino Piunti ✔️ Sindaco | 10 709                | 55,37                 | 7 330   | 30,43   | Piunti Sindaco       | 2 141  | 9,47  | 5     |
| Forza Italia                           | Pasqualino Piunti ✔️ Sindaco | 10 709                | 55,37                 | 7 330   | 30,43   | 1 715                | 7,58   | 4     |       |
| Siamo San Benedetto                    | Pasqualino Piunti ✔️ Sindaco | 10 709                | 55,37                 | 7 330   | 30,43   | 1 705                | 7,54   | 4     |       |
| Fratelli d'Italia - Alleanza Nazionale | Pasqualino Piunti ✔️ Sindaco | 10 709                | 55,37                 | 7 330   | 30,43   | 734                  | 3,25   | 2     |       |
| Il Popolo della Famiglia               | Pasqualino Piunti ✔️ Sindaco | 10 709                | 55,37                 | 7 330   | 30,43   | 192                  | 0,85   | –     |       |
| Totale liste                           | Pasqualino Piunti ✔️ Sindaco | 10 709                | 55,37                 | 7 330   | 30,43   | 6 487                | 28,68  | 15    |       |
|                                        | Paolo Perazzoli              | 8 632                 | 44,63                 | 11 065  | 45,93   | Partito Democratico  | 4 836  | 21,38 | 3     |
| Rinnovamento e Progresso               | Paolo Perazzoli              | 8 632                 | 44,63                 | 11 065  | 45,93   | 1 612                | 7,13   | 1     |       |
| Unione di Centro                       | Paolo Perazzoli              | 8 632                 | 44,63                 | 11 065  | 45,93   | 1 516                | 6,70   | 1     |       |
| Uniti per San Benedetto del Tronto     | Paolo Perazzoli              | 8 632                 | 44,63                 | 11 065  | 45,93   | 1 348                | 5,96   | 1     |       |
| San Benedetto per Adesso!              | Paolo Perazzoli              | 8 632                 | 44,63                 | 11 065  | 45,93   | 770                  | 3,40   | –     |       |
| Lista Calvaresi                        | Paolo Perazzoli              | 8 632                 | 44,63                 | 11 065  | 45,93   | 758                  | 3,35   | –     |       |
| Sinistra per San Benedetto             | Paolo Perazzoli              | 8 632                 | 44,63                 | 11 065  | 45,93   | 669                  | 2,96   | –     |       |
| Seggio di coalizione                   | Seggio di coalizione         | Seggio di coalizione  | 44,63                 | 11 065  | 45,93   | 1                    |        |       |       |
| Totale liste                           | Paolo Perazzoli              | 8 632                 | 44,63                 | 11 065  | 45,93   | 11 509               | 50,89  | 6     |       |
|                                        | Giorgio De Vecchis           | Giorgio De Vecchis    | Giorgio De Vecchis    | 3 807   | 15,80   | Ripartiamo da Zero   | 1 817  | 8,03  | 1     |
| Lista 63074                            | Giorgio De Vecchis           | Giorgio De Vecchis    | Giorgio De Vecchis    | 3 807   | 15,80   | 873                  | 3,86   | –     |       |
| Servire dalle Parole ai Fatti          | Giorgio De Vecchis           | Giorgio De Vecchis    | Giorgio De Vecchis    | 3 807   | 15,80   | 358                  | 1,58   | –     |       |
| Seggio di coalizione                   | Seggio di coalizione         | Seggio di coalizione  | Giorgio De Vecchis    | 3 807   | 15,80   | 1                    |        |       |       |
| Totale liste                           | Giorgio De Vecchis           | Giorgio De Vecchis    | Giorgio De Vecchis    | 3 807   | 15,80   | 3 048                | 13,48  | 1     |       |
|                                        | Massimiliano Castagna        | Massimiliano Castagna | Massimiliano Castagna | 1 013   | 4,20    | Lega Nord            | 513    | 2,27  | –     |
| Per Castagna Sindaco                   | Massimiliano Castagna        | Massimiliano Castagna | Massimiliano Castagna | 1 013   | 4,20    | 361                  | 1,60   | –     |       |
| Totale liste                           | Massimiliano Castagna        | Massimiliano Castagna | Massimiliano Castagna | 1 013   | 4,20    | 874                  | 3,86   | –     |       |
|                                        | Luca Spadoni                 | Luca Spadoni          | Luca Spadoni          | 877     | 3,64    | A Sinistra in Comune | 698    | 3,09  | –     |
| Totale                                 | Totale                       | 19 341                | 100                   | 24 092  | 100     |                      | 22 616 | 100   | 24    |
|                                        |                              |                       |                       |         |         |                      |        |       |       |
| Schede bianche                         | Schede bianche               | 204                   | 1,01                  | 205     | 0,82    |                      |        |       |       |
| Schede nulle                           | Schede nulle                 | 571                   | 2,84                  | 764     | 3,05    |                      |        |       |       |
| Votanti                                | Votanti                      | 20 116                | 50,44                 | 25 061  | 62,84   |                      |        |       |       |
| Elettori                               | Elettori                     | 39 881                |                       | 39 881  |         |                      |        |       |       |
|                                        |                              |                       |                       |         |         |                      |        |       |       |
| Fonte: Ministero dell'interno          |                              |                       |                       |         |         |                      |        |       |       |